# Carol Mayo Jenkins
Carol Mayo Jenkins (* 24. November 1938 in Knoxville, Tennessee) ist eine US-amerikanische Schauspielerin.

## Leben
Carol Mayo Jenkins studierte drei Jahre an der Central School of Speech and Drama in London und wurde ab Mitte der 1960er Jahre als Theaterschauspielerin am American Conservatory Theater aktiv, spielte dann auch bei drei Broadway-Stücken und mehreren Off-Broadway-Produktionen mit sowie beim Old Globe Theatre in San Diego.
Im Fernsehen wurde sie ab 1982 mit der Serie Fame – Der Weg zum Ruhm als Englischlehrerin Elizabeth Sherwood bekannt. Neben kleineren TV-Auftritten war sie danach überwiegend in regionalen Theaterproduktionen zu sehen und als Schauspiel-Lehrerin an der University of Tennessee tätig.

## Filmografie (Auswahl)
- 1982–1987: Fame – Der Weg zum Ruhm (Fame, Fernsehserie, 108 Folgen)
- 1987: Max Headroom (Fernsehserie, eine Folge)
- 1990: Hollywood Heartbreak
- 1991: Matlock (Fernsehserie, eine Folge)